# Обман входа
Обман входа — это вирусная программа, предназначенная для кражи пароля. Данная программа имитирует обычный интерфейс входа в систему. Пользователь вводит имя и пароль своей учётной записи, которые либо сохраняются, либо, в некоторых случаях, отправляется разработчику вируса.
Для предотвращения этого, некоторые операционные системы требуют ввода специальной комбинации клавиш (называемой, Secure attention key) для отображения экрана входа в систему. Пользователи должны остерегаться интерфейса входа в систему, отображённого без нажатия данной комбинации. Только ядро может обработать нажатие SAK, таким образом, программа обмана входа не сможет сымитировать такое поведение.
Обман входа можно рассматривать как форму социальной инженерии.

## Сходство с фишингом
Поскольку фишинг — это вид мошенничества, при котором пользователь добровольно вводит свои учётные данные на сайте, который внешне либо идентичен, либо похож на подлинный сайт, обман входа считается более худшей формой вирусной атаки, ведь в данном случае хакер уже получил доступ к компьютеру пользователя, по крайней мере в самой меньшей степени.